# Linha 8 do Metrô de Santiago
A Linha 8 do Metro de Santiago será uma linha nororiente-suroriente que contará com uma extensão de 20 quilómetros, ligando as comunas de Providencia e Puente Alto.
Se interconectará com as Linha 1 e Linha 6 no Los Leones, com a Linha 3 em Chile España, e com a Linha 4 em Macul.  A cor distintivo é  laranja.

## História
A Secretaria Interministerial de Planejamento de Transporte (Sectra) propôs em 2006 a construção de uma linha de metro pelo eixo Los Leones-Macul-La Florida, a qual foi finalmente posposta devido à crise do Transantiago em 2007.
A linha foi novamente proposta pelo candidato presidencial Sebastián Piñera em outubro de 2017, designada como «Linha 10», que originalmente teria 12 estações e uma extensão de 17 km, iniciando seu percurso na Avenida Irarrázaval. Durante o discurso público em 1° de junho de 2018, Piñera anouncou o traçado da Linha 8, mantendo o mesmo planejamento em ano anterior, mas com uma extensão para o norte, conectando-se à Linha 1 na estação Los Leones.

### Postergación e reactivação do projecto
Devido às crise social de outubro de 2019 en Chile, Metro declarou deserta as licitações para as linhas 8 e 9 na segunda-feira 9 de março de 2020. Isto devido em grande parte a que a empresa destinou os recursos em consertar os danos causados pelos múltiplos ataques incendiarios que sofreram várias estações.
O 5 de setembro de 2021, a empresa informou-se da reactivação do processo licitatorio, chamando a licitação para a engenharia básica das obras civis do projecto no 27 de fevereiro de 2022.
A inauguração está prevista em trechos: o trecho entre as estações Chile-Espanha e Mall Plaza Tobalaba será inaugurado em 2032, enquanto o trecho Chile-España ao norte abrirá suas portas em 2033.

## Estações
As futuras estações da Linha 8 seriam as seguintes, embora os nomes definitivos serão anunciados depois de um processo de participação cidadã para definir-os:
| Estação (nombres provisórios) | Abertura | Endereço                                    | Comuna                        | Combinação |
| ----------------------------- | -------- | ------------------------------------------- | ----------------------------- | ---------- |
| Los Leones                    | 2033     | Av. Los Leones com Colipí                   | Providencia                   |            |
| Eliodoro Yáñez                | 2033     | Av. Los Leones com Av. Eliodoro Yáñez       | Providencia                   |            |
| Diagonal Oriente              | 2033     | Av. Los Leones com Pedro Lautaro Ferrer     | Providencia e Ñuñoa           |            |
| Chile España                  | 2032     | Av. José Pedro Alessandri com Dublé Almeyda | Ñuñoa                         |            |
| Grecia                        | 2032     | Av. José Pedro Alessandri com Av. Grecia    | Ñuñoa                         |            |
| Rodrigo de Araya              | 2030     | Av. Macul com Av. Rodrigo de Araya          | Ñuñoa e Macul                 |            |
| Quilín                        | 2032     | Av. Macul com Av. Quilín                    | Macul                         |            |
| Las Torres                    | 2032     | Av. Macul com Av. Dr. Amador Neghme         | Macul                         |            |
| Macul                         | 2032     | Av. La Florida com Av. Américo Vespucio     | Macul, La Florida e Peñalolén |            |
| Walker Martínez               | 2032     | Av. La Florida com Av. Walker Martínez      | La Florida                    |            |
| Rojas Magallanes              | 2032     | Av. La Florida com Av. Rojas Magallanes     | La Florida                    |            |
| Trinidad                      | 2032     | Av. La Florida com Av. Trinidad Oriente     | La Florida e Puente Alto      |            |
| Diego Portales                | 2032     | Av. Camilo Henríquez com Av. Diego Portales | La Florida e Puente Alto      |            |
| Mall Plaza Tobalaba           | 2032     | Av. Camilo Henríquez com Cerro Punta Negra  | Puente Alto                   |            |